# Tharra dorsimacula
Tharra dorsimacula är en insektsart som beskrevs av Walker 1870. Tharra dorsimacula ingår i släktet Tharra och familjen dvärgstritar. Inga underarter finns listade i Catalogue of Life.